# 강유이
강유이(1986년 12월 16일
~ )는 대한민국의 레이싱 모델이다.

## 학력
- 백석문화대학교 일어과

## 경력

### 레이싱모델 경력
- 2017년 - 서울모터쇼 현대자동차 모델
- 2016년 - 경기국제모터쇼 모델
- 2015년 - 서울모터쇼 포르쉐 모델
- 2011년 - 서울모터쇼 스바루 모델
- 2011년 - 지스타 레드파이브 모델
- 2010년 - 부산모터쇼 현대자동차 모델
- 2009년 - 지스타 한게임 모델
- 2009년 - 서울모터쇼 기아자동차 모델